# أدريان بيلي (سياسي)
أدريان بيلي (بالإنجليزية: Adrian Bailey) هو سياسي بريطاني، ولد في 11 ديسمبر 1945 في سالزبوري في المملكة المتحدة. حزبياً، نشط في Labour and Co-operative Party ‏ وحزب العمال.

## مناصب
- في الانتخابات الفرعية في مجلس العموم البريطاني [الإنجليزية]‏، انتخب عضو البرلمان الثاني والخمسون للمملكة المتحدة عن دائرة غرب بورميتش الغربية وقد انضم خلال فترته النيابية ‏ ( – 14 مايو 2001) للكتلة البرلمانية Labour and Co-operative Party [الإنجليزية]‏.
- في الانتخابات العامة في المملكة المتحدة 2001، انتخب عضو برلمان المملكة المتحدة الـ53 عن دائرة غرب بورميتش الغربية وقد انضم خلال فترته النيابية ‏ (7 يونيو 2001 – 11 أبريل 2005) للكتلة البرلمانية Labour and Co-operative Party [الإنجليزية]‏.
- في الانتخابات العامة في المملكة المتحدة 2005، انتخب عضو برلمان المملكة المتحدة الـ54 عن دائرة غرب بورميتش الغربية وقد انضم خلال فترته النيابية ‏ (5 مايو 2005 – 12 أبريل 2010) للكتلة البرلمانية حزب العمال.
- في انتخابات المملكة المتحدة لعام 2010، انتخب عضو برلمان المملكة المتحدة الـ55 عن دائرة غرب بورميتش الغربية وقد انضم خلال فترته النيابية ‏ (6 مايو 2010 – 30 مارس 2015) للكتلة البرلمانية حزب العمال.
- في الانتخابات العامة في المملكة المتحدة 2015، انتخب عضو برلمان المملكة المتحدة الـ56 عن دائرة غرب بورميتش الغربية وقد انضم خلال فترته النيابية ‏ (8 مايو 2015 – 3 مايو 2017) للكتلة البرلمانية Labour and Co-operative Party [الإنجليزية]‏.
- في الانتخابات التشريعية البريطانية 2017، انتخب عضو برلمان المملكة المتحدة الـ57 عن دائرة غرب بورميتش الغربية وقد انضم خلال فترته النيابية ‏ (8 يونيو 2017 – ) للكتلة البرلمانية Labour and Co-operative Party [الإنجليزية]‏.